# Discografia dei Pinguini Tattici Nucleari
La discografia dei Pinguini Tattici Nucleari, gruppo musicale italiano, è costituita da sei album in studio, due EP, sedici singoli e oltre quindici video musicali.

## Album in studio
| Anno                                                         | Titolo | Classifiche | Certificazioni     | Unità           |
| Anno                                                         | Titolo | ITA         | Certificazioni     | Unità           |
| ------------------------------------------------------------ | --- | ----------- | ------------------ | --------------- |
| 2014                                                         | Il re è nudo - Pubblicato: 22 luglio 2014 - Etichetta: RCA Records, Sony Music                                      | —           |                    |                 |
| 2015                                                         | Diamo un calcio all'aldilà - Pubblicato: 18 dicembre 2015 - Etichetta: RCA Records, Sony Music - Formati: CD        | —           |                    |                 |
| 2017                                                         | Gioventù brucata - Pubblicato: 17 aprile 2017 - Etichetta: RCA Records, Sony Music - Formati: CD                    | —           | - ITA: Oro         | - ITA: 25 000+  |
| 2019                                                         | Fuori dall'hype - Pubblicato: 5 aprile 2019 - Etichetta: Sony Music - Formati: CD, LP, download digitale, streaming | 2           | - ITA: Platino (5) | - ITA: 250 000+ |
| 2022                                                         | Fake News - Pubblicato: 2 dicembre 2022 - Etichetta: Sony Music - Formati: CD, LP, download digitale, streaming     | 1           | - ITA: Platino (5) | - ITA: 250 000+ |
| 2024                                                         | Hello World - Pubblicato: 6 dicembre 2024 - Etichetta: Sony Music - Formati: CD, LP, download digitale, streaming   | 1           | - ITA: Platino (2) | - ITA: 100 000+ |
| "—" indica una pubblicazione non classificata in quel paese. | |             |                    |                 |

## Extended play
| Anno                                                         | Titolo                                                                                                  | Classifiche | Certificazioni     | Unità           |
| Anno                                                         | Titolo                                                                                                  | ITA         | Certificazioni     | Unità           |
| ------------------------------------------------------------ | --- | ----------- | ------------------ | --------------- |
| 2012                                                         | Cartoni animali - Pubblicato: 2012 - Formati: CD                                                        | —           |                    |                 |
| 2020                                                         | Ahia! - Pubblicato: 4 dicembre 2020 - Etichetta: Sony Music - Formati: CD, download digitale, streaming | 2           | - ITA: Platino (5) | - ITA: 250 000+ |
| "—" indica una pubblicazione non classificata in quel paese. | |             |                    |                 |

## Singoli

### Come artisti principali
| Anno                                                         | Titolo                              | Classifiche | Certificazioni     | Unità           | Album di provenienza |
| Anno                                                         | Titolo                              | ITA         | Certificazioni     | Unità           | Album di provenienza |
| ------------------------------------------------------------ | ----------------------------------- | ----------- | ------------------ | --------------- | -------------------- |
| 2018                                                         | Irene                               | —           | - ITA: Platino     | - ITA: 100 000+ | Gioventù brucata     |
| 2019                                                         | Verdura                             | 98          | - ITA: Platino     | - ITA: 70 000+  | Fuori dall'hype      |
| 2019                                                         | Sashimi                             | —           |                    |                 | Fuori dall'hype      |
| 2019                                                         | Fuori dall'hype                     | —           | - ITA: Oro         | - ITA: 35 000+  | Fuori dall'hype      |
| 2020                                                         | Ringo Starr                         | 3           | - ITA: Platino (4) | - ITA: 400 000+ | Fuori dall'hype      |
| 2020                                                         | Ridere                              | 28          | - ITA: Platino (6) | - ITA: 600 000+ | Fuori dall'hype      |
| 2020                                                         | La storia infinita                  | 14          | - ITA: Platino (3) | - ITA: 300 000+ | Ahia!                |
| 2020                                                         | Scooby Doo                          | 2           | - ITA: Platino (4) | - ITA: 400 000+ | Ahia!                |
| 2021                                                         | Scrivile scemo                      | 11          | - ITA: Platino (5) | - ITA: 500 000+ | Ahia!                |
| 2021                                                         | Pastello bianco                     | 2           | - ITA: Platino (8) | - ITA: 800 000+ | Ahia!                |
| 2022                                                         | Giovani wannabe                     | 1           | - ITA: Platino (7) | - ITA: 700 000+ | Fake News            |
| 2022                                                         | Dentista Croazia                    | 40          | - ITA: Oro         | - ITA: 50 000+  | Fake News            |
| 2022                                                         | Ricordi                             | 1           | - ITA: Platino (5) | - ITA: 500 000+ | Fake News            |
| 2023                                                         | Coca zero                           | 20          | - ITA: Platino (2) | - ITA: 200 000+ | Fake News            |
| 2023                                                         | Rubami la notte                     | 5           | - ITA: Platino (4) | - ITA: 400 000+ | Fake News            |
| 2023                                                         | Nightmares (con Bresh)              | 1           | - ITA: Platino (2) | - ITA: 200 000+ | /                    |
| 2024                                                         | Romantico ma muori                  | 3           | - ITA: Platino     | - ITA: 100 000+ | Hello World          |
| 2024                                                         | Islanda                             | 1           | - ITA: Platino     | - ITA: 200 000+ | Hello World          |
| 2025                                                         | Bottiglie vuote (feat. Max Pezzali) | 4           | - ITA: Oro         | - ITA: 100 000+ | Hello World          |
| "—" indica una pubblicazione non classificata in quel paese. |                                     |             |                    |                 |                      |

### Come artisti ospiti
| Anno                                                         | Titolo | Classifiche | Certificazioni     | Unità           | Album di provenienza |
| Anno                                                         | Titolo | ITA         | Certificazioni     | Unità           | Album di provenienza |
| ------------------------------------------------------------ | --- | ----------- | ------------------ | --------------- | -------------------- |
| 2020                                                         | Una canzone come gli 883 (DPCM Squad: Max Pezzali, Lo Stato Sociale, Cimini, Emis Killa, Eugenio in Via Di Gioia, Fast Animals and Slow Kids, Marco Giallini, J-Ax, Jake La Furia, La Pina, Pierluigi Pardo, Pinguini Tattici Nucleari, Nicola Savino) | —           |                    |                 | /                    |
| 2021                                                         | Ferma a guardare (Ernia feat. Pinguini Tattici Nucleari) | 3           | - ITA: Platino (4) | - ITA: 400 000+ | Gemelli              |
| "—" indica una pubblicazione non classificata in quel paese. | |             |                    |                 |                      |

## Altri brani entrati in classifica e/o certificati
| Anno                                                         | Titolo                            | Classifiche | Certificazioni | Unità           | Album di provenienza          |
| Anno                                                         | Titolo                            | ITA         | Certificazioni | Unità           | Album di provenienza          |
| ------------------------------------------------------------ | --------------------------------- | ----------- | -------------- | --------------- | ----------------------------- |
| 2017                                                         | Tetris                            | —           | - ITA: Platino | - ITA: 100 000+ | Gioventù brucata              |
| 2019                                                         | Antartide                         | —           | - ITA: Platino | - ITA: 70 000+  | Fuori dall'hype               |
| 2019                                                         | La banalità del mare              | —           | - ITA: Platino | - ITA: 100 000+ | Fuori dall'hype               |
| 2019                                                         | Lake Washington Boulevard         | —           | - ITA: Platino | - ITA: 70 000+  | Fuori dall'hype               |
| 2019                                                         | Monopoli                          | —           | - ITA: Oro     | - ITA: 35 000+  | Fuori dall'hype               |
| 2019                                                         | Nonono                            | —           | - ITA: Platino | - ITA: 70 000+  | Fuori dall'hype               |
| 2019                                                         | Scatole                           | —           | - ITA: Oro     | - ITA: 35 000+  | Fuori dall'hype               |
| 2020                                                         | Bergamo                           | 97          | - ITA: Oro     | - ITA: 35 000+  | Fuori dall'hype - Ringo Starr |
| 2020                                                         | Ahia!                             | 61          |                |                 | Ahia!                         |
| 2020                                                         | Bohémien                          | 38          | - ITA: Oro     | - ITA: 35 000+  | Ahia!                         |
| 2020                                                         | Giulia                            | 47          | - ITA: Platino | - ITA: 100 000+ | Ahia!                         |
| 2022                                                         | Barfly                            | 80          |                |                 | Fake News                     |
| 2022                                                         | Fede                              | 62          |                |                 | Fake News                     |
| 2022                                                         | Hikikomori                        | 29          | - ITA: Platino | - ITA: 100 000+ | Fake News                     |
| 2022                                                         | Hold On                           | 31          | - ITA: Platino | - ITA: 100 000+ | Fake News                     |
| 2022                                                         | L'ultima volta                    | 35          | - ITA: Oro     | - ITA: 50 000+  | Fake News                     |
| 2022                                                         | Melting Pop                       | 79          |                |                 | Fake News                     |
| 2022                                                         | Stage Diving                      | 45          |                |                 | Fake News                     |
| 2022                                                         | Zen                               | 22          | - ITA: Platino | - ITA: 100 000+ | Fake News                     |
| 2024                                                         | Amaro                             | 11          | - ITA: Oro     | - ITA: 100 000+ | Hello world                   |
| 2024                                                         | Migliore                          | 25          |                |                 | Hello world                   |
| 2024                                                         | Burnout                           | 31          |                |                 | Hello world                   |
| 2024                                                         | Your dog                          | 40          |                |                 | Hello world                   |
| 2024                                                         | Per non sentire la fine del mondo | 41          |                |                 | Hello world                   |
| 2024                                                         | Nevica                            | 44          |                |                 | Hello world                   |
| 2024                                                         | Hello world                       | 60          |                |                 | Hello world                   |
| 2024                                                         | Piccola volpe                     | 61          |                |                 | Hello world                   |
| 2024                                                         | Alieni                            | 69          |                |                 | Hello world                   |
| 2024                                                         | Titoli di coda                    | 75          |                |                 | Hello world                   |
| 2024                                                         | Fuck you Vincenzo                 | 80          |                |                 | Hello world                   |
| 2024                                                         | Nativi digitali                   | 100         |                |                 | Hello world                   |
| "—" indica una pubblicazione non classificata in quel paese. |                                   |             |                |                 |                               |

## Collaborazioni
| Anno                                                         | Titolo                                                                    | Classifiche | Certificazioni | Unità          | Album di provenienza |
| Anno                                                         | Titolo                                                                    | ITA         | Certificazioni | Unità          | Album di provenienza |
| ------------------------------------------------------------ | ------------------------------------------------------------------------- | ----------- | -------------- | -------------- | -------------------- |
| 2021                                                         | Meglio (Bugo feat. Pinguini Tattici Nucleari)                             | —           |                |                | Bugatti Cristian     |
| 2021                                                         | Babaganoush (Madame feat. Pinguini Tattici Nucleari)                      | 21          | - ITA: Oro     | - ITA: 50 000+ | Madame               |
| 2022                                                         | R!va (Thasup feat. Pinguini Tattici Nucleari)                             | 20          | - ITA: Oro     | - ITA: 50 000+ | C@ra++ere s?ec!@le   |
| 2023                                                         | Puoi (Fulminacci feat. Pinguini Tattici Nucleari)                         | 56          | - ITA: Oro     | - ITA: 50 000+ | Infinito +1          |
| 2024                                                         | Maledetta vita (La Sad feat. Pinguini Tattici Nucleari)                   | 89          |                |                | Odio La Sad          |
| 2024                                                         | Non finisce mai (la scuola) (Articolo 31 feat. Pinguini Tattici Nucleari) | —           |                |                | Protomaranza         |
| "—" indica una pubblicazione non classificata in quel paese. |                                                                           |             |                |                |                      |

## Video musicali
| Anno | Titolo                            | Regista/i                                     |
| ---- | --------------------------------- | --------------------------------------------- |
| 2013 | Il volo                           | —                                             |
| 2013 | Test d'ingresso di medicina       | —                                             |
| 2014 | Italia Italia                     | Elisabetta Landoni                            |
| 2014 | Cancelleria                       | Lunatics Production                           |
| 2015 | Me Want Marò Back                 | Lunatics Production                           |
| 2016 | Le gentil                         | Marco Ravelli                                 |
| 2017 | Sciare                            | Lunatics Production                           |
| 2017 | Irene                             | Marco Ravelli                                 |
| 2018 | Tetris                            | Marco Ravelli                                 |
| 2019 | Verdura                           | Silvia Clo Di Gregorio                        |
| 2019 | Fuori dall'hype                   | William9                                      |
| 2020 | Ringo Starr                       | William9                                      |
| 2020 | Ridere                            | William9                                      |
| 2020 | La storia infinita                | William9                                      |
| 2021 | Scrivile scemo                    | Giorgio Scorza e William9                     |
| 2022 | Giovani Wannabe                   | Francesco Lorusso x Broga's                   |
| 2022 | Dentista Croazia                  | Marco Ravelli                                 |
| 2022 | Ricordi                           | Bendo (Andrea Santaterra e Lorenzo Silvestri) |
| 2022 | Pastello bianco (Amazon Original) | Francesco Lorusso x Broga's                   |
| 2023 | Coca zero                         | YouNuts! (Antonio Usbergo e Niccolò Celaia)   |
| 2023 | Rubami la notte                   | Francesco Lorusso x Broga's                   |
| 2023 | Nightmares                        | Fabrizio Conte                                |
| 2024 | Romantico ma muori                | Pier Francesco Cari e Simone Mariano          |